# Przemsza
Il Przemsza (Przemsa in tedesco) è un fiume della Polonia meridionale, affluente di sinistra della Vistola.

## Percorso
Nasce dalla confluenza del Przemsza Nero e del Przemsza Bianco tra le città di Mysłowice e Jaworzno, nel voivodato della Slesia. Scorre a sud e dopo 24 km sfocia nella Vistola nei pressi del villaggio di Gorzów, nel voivodato della Piccola Polonia.

## Storia
Nel XII secolo il Przemsza era il confine tra il ducato slesiano di Racibórz e la Piccola Polonia. Tra il 1846 ed il 1918 la confluenza del Przemsza Nero e del Przemsza Bianco marcava la triplice frontiera tra il Regno di Prussia (dal 1871 Impero tedesco), l'Austria-Ungheria e l'Impero russo ed era conosciuta come l'angolo dei tre imperatori. Con il passaggio dell'Alta Slesia orientale alla Polonia nel 1922, il Przemsa perse la sua funzione di fiume di confine e corse esclusivamente sul territorio polacco.